# Siddy Wronsky

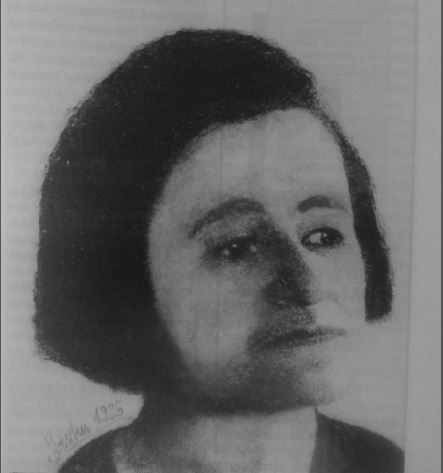
Siddy Wronsky, 1936; archiviert im Ida-Seele-Archiv

Sidonie („Siddy“) Wronsky (hebräisch שָׂרָה סִידִּי וְרוֹנְסְקִי; geboren am 20. Juli 1883 in Berlin als Sara Sidonie Neufeld; gestorben am 8. Dezember 1947 in Jerusalem) war deutsche Sozialarbeiterin, Sozialpolitikerin und Lehrerin.

## Herkunft und Ausbildung
Siddy Neufeld wurde in der elterlichen Wohnung am Monbijouplatz 4 geboren. Ihre Eltern waren der Bankier Max Moses Neufeld (1852–1931) und dessen Ehefrau Thekla geb. Kleinmann (1860–1899). Das Ehepaar hatte sieben Kinder, wovon Siddy das zweitälteste war. Sie „wuchs in einem gebildeten, assimilierten jüdischen Elternhaus auf“ und machte nach ihrer Schulzeit eine Ausbildung zur Lehrerin. Nach ihrem Examen absolvierte Siddy Neufeld ein zweijähriges Aufbaustudium der Heil- und Sonderpädagogik. Anschließend arbeitete sie als Lehrerin für geistig behinderte Kinder.
1909 heiratete Siddy Neufeld den Rentier Eugen Wronsky (1864–1929). Über diese Ehe ist wenig überliefert.

## Tätigkeiten in der privaten Fürsorge

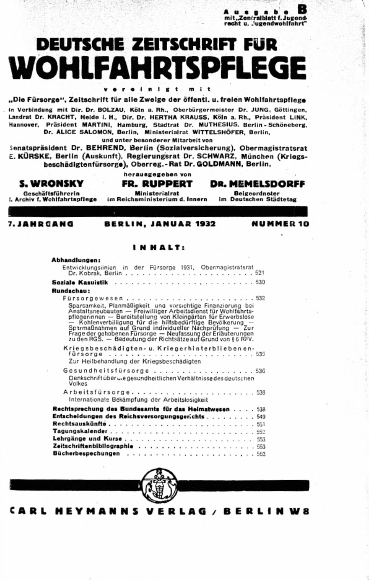
Deutsche Zeitschrift für Wohlfahrtspflege (1932)

1908 übernahm Siddy Wronsky zusätzlich zu ihrer Arbeit als Lehrerin die Leitung des Archivs für Wohlfahrtspflege, das 1906 aus der 1893 von Jeanette Schwerin gegründeten Auskunftsstelle der Deutschen Gesellschaft für ethische Kultur e. V. hervorgegangen war. Von 1922 bis 1933 war Wronsky die Leiterin des Archivs. und parallel dazu, in der Nachfolge von Albert Levy, Leiterin der Zentrale für private Fürsorge 1925 gründete sie die Deutsche Zeitschrift für Wohlfahrtspflege und war bis 1933 deren Mitherausgeberin.
Von 1914 bis 1919 hatte Wronsky dem Vorstand des Berliner Nationalen Frauendienstes angehört.

## Tätigkeiten in der Ausbildung von Sozialarbeiterinnen
Seit 1915 war Wronsky als Dozentin an der 1908 von Alice Salomon in Berlin gegründeten Sozialen Frauenschule tätig, der heutigen Alice Salomon Hochschule Berlin. Sie hielt Vorlesungen „zu historischen und systematischen Fragen der Wohlfahrtspflege, Kriegshinterbliebenen- und Beschädigtenfürsorge und zur Berufskunde und betreute die praktische Ausbildung der Schülerinnen“. 1925 unterstützte Siddy Wronsky Alice Salomons Bemühungen um eine Deutsche Akademie für soziale und pädagogische Frauenarbeit und war nach der am 25. Mai 1925 erfolgten Gründung dort als Lehrende und als Vorstandsmitglied aktiv. „In der zweiten Hälfte der 20er Jahre wandte sie ihr theoretisches Interesse immer mehr der sozialpädagogischen Methodenentwicklung zu. Hier entwickelte sie zusammen mit Alice Salomon den individualisierenden, pädagogischen Ansatz durch die Rezeption der amerikanischen Social-Case-Work Methode weiter und förderte die Zusammenarbeit von Sozialarbeitern, Ärzten, Psychologen und Psychotherapeuten. Bekannt waren die Fortbildungsveranstaltungen, die sie zusammen mit dem Individualpsychologen Manes Sperber und dem Psychotherapeuten Arthur Kronfeld im ‚Archiv‘ regelmäßig durchführte.“
Zwischen 1929 und 1933 führte Siddy Wronsky auch einen intensiven Meinungsaustausch mit Elisabeth Rotten, in den auch Friedrich Siegmund-Schultze einbezogen war, der Gründer der Sozialen Arbeitsgemeinschaft Berlin-Ost. „In diesem Kreis ist z. B. ausführlich über Ben Schemen gesprochen worden, da alle Beteiligten Siegfried Lehmann aus seiner Zeit im Jüdischen Volksheim in Berlin kannten.“ Auf Shemen wird Wronsky später im Zusammenhang mit ihrer Arbeit in Palästina wieder zu sprechen kommen (siehe unten).

## Jüdische Sozialarbeit
Siddy Wronsky engagierte sich 1915 in dem schon erwähnten Jüdischen Volksheim in Berlin. Über diese Mitarbeit, über die sie in Kontakt zu ostjüdischen Flüchtlingen kam, fand sie „zum Judentum zurück und wurde Zionistin“. Von 1917 bis 1933 war sie Vorsitzende des Jüdischen Frauenbundes in Berlin und von 1920 bis 1923 Vorsitzende des deutschen Landesverbandes der Women’s International Zionist Organisation (WIZO). Gleich nach dem Ersten Weltkrieg gehörte Wronsky zu den Gründerinnen der Jüdischen Kinderhilfe, deren Vorstand sie auch angehörte. Ebenfalls zu Beginn der 1920er Jahre gründete sie zusammen mit Beate Berger das Kinderheim Ahawah der Jüdischen Gemeinde Berlins. Von 1927 bis 1930 war Wronsky Mitarbeiterin am Jüdischen Lexikon, bis 1933 Vorstandsmitglied der Jüdischen Arbeits- und Wanderfürsorge, Vorstandsmitglied der Zentralwohlfahrtsstelle der deutschen Juden und zionistische Vertreterin im Preußischen Landesverband jüdischer Gemeinden.

## Soziale Arbeit in Palästina
Nachdem sie 1933 ihre Ämter in den Wohlfahrtsorganisationen hatte niederlegen müssen, emigrierte Siddy Wronsky 1934 nach Palästina. Auf Einladung von Henrietta Szold wurde sie in Jerusalem Mitarbeiterin in der Sozialpädagogischen Abteilung im Waʿad Ləʾummī. In dieser Funktion war sie maßgeblich am Aufbau einer modernen jüdischen Wohlfahrtspflege in Palästina beteiligt, für die der Waʿad Ləʾummī (הַוַּעַד הַלְּאֻמִּי ‚Nationalausschuss‘), das war die Exekutive der gewählten Repräsentantenversammlung (Palästina) der jüdischen Palästinenser, eigens eine Ausbildungs- und Forschungsabteilung eingerichtet hatte, zu der auch eine von ihr gegründete Schule für den Sozialdienst gehörte, in der eine zweijährige Aus- und Weiterbildung für Sozialarbeiterinnen und Sozialarbeiter betrieben wurde. Wronsky propagierte wie schon in ihrer Berliner Zeit eine am Case-Work-Ansatz orientierte Familienfürsorge, die „in Palästina in den letzten Jahren, aufgrund neuerer Forschungen eine weitere neu Gestaltung gefunden [hat], die der produktiven Arbeit in der Sozialarbeit neue Wege zeigt in der Form der sozialen Diagnose und der sozialen Therapie“. Daneben galt ihr Augenmerk der Jugendfürsorge, weil aufgrund europäischer Verfolgungen und Vertreibungen viele vereinzelte Kinder oder Waisen nach Palästina einwanderten, für die „der Ersatz des Elternhauses durch die Gesellschaft […] in vielen Fällen erforderlich“ wurde. Sie verweist in dem Zusammenhang auf das von der Sozialpädagogischen Abteilung im Waʿad Ləʾummī geschaffene „Netz von einzelnen Familienpflegestellen auf dem Lande […], in denen das Kind in die Gemeinschaft aufgenommen und möglichst für das Landleben erzogen wird“. Dieser Einzelunterbringung in Familien stellt sie eine neu entwickelte Form der Jugendfürsorge zur Seite:

„Neben dieser Einzelunterbringung in den Familien hat sich in Palästina eine neue Form der Jugenderziehung in den Kinderdörfern entwickelt, die sich in Meʾir Schfeya am Abhang des Carmel, in Ben Schemen bei Lod, in der Ahawa in der Haifabucht und im Kfar Noar Dati in der Emek-Ebene finden. Diese Kinderdörfer stellen Gemeinschaften dar, in denen die Kinder zum Landleben erzogen werden, und in denen die Verwaltung und die Arbeit vorwiegend in der Hand der Kinder liegen. Das gesamte Leben: Unterricht und Freizeit, Feste und Wirtschaft, Kultur und Pflege wird vorwiegend von den Kindern bestimmt, und die Verantwortung für das Gemeinschaftsleben liegt in ihren Händen. Diese Kinderdörfer, die 100-500 Kinder aufnehmen und in denen die Kinder in allen Zweigen der Landwirtschaft und der Hauswirtschaft herangebildet werden, haben sich als eine glückliche Form der neuen werktätigen Erziehung herausgebildet und stellen ein neues Beispiel der modernen Sozialpädagogik dar, das wie keine andere Form der Erziehung die Entwicklung des Gemeinschaftssinnes und den sozialen Charakter bei den Kindern zu fördern im Stande sind.“

Ähnlich bewertete Wronsky die Unterbringung der mit der Jugend-Alijah ins Land gekommenen Jugendlichen in Genossenschaftssiedlungen (Kvuzot) und Dorfgemeinschaften (Moschavim) und folgerte aus der Sicht von 1945: „Die Sozialarbeit in Palästina steht vor dem Beginn ihrer dritten Periode. Ihre neue Aufgabe wird es sein, die vorhandenen Leistungen planmäßig zusammenzufassen, vorhandene Lücken auszufüllen und die Ergebnisse der bisherigen Erkenntnisse auszuwerten, um den neuen Bedürfnissen der nahen Zukunft genüge zu tun.“

## Gedenken

Stolperstein vor dem Haus, Barstraße 23, in Berlin-Wilmersdorf

Am 23. Oktober 2019 wurde vor ihrem ehemaligen Wohnort, Berlin-Wilmersdorf, Barstraße 23, ein Stolperstein verlegt.

## Schriften (Auswahl)
- Leitfaden für die Wohlfahrtspflege, 1921
- Die Vereinheitlichung der Wohlfahrtspflege im Deutschen Reich, 1922
- Gegenwartsaufgaben der jüdischen Wohlfahrtspflege, 1924
- Quellenbuch zur Geschichte der Wohlfahrtspflege, Berlin 1925
- Soziale Therapie. Ausgewählte Akten aus der Fürsorgearbeit, Berlin 1926 (gemeinsam mit Alice Salomon)
- Zur Soziologie der jüdischen Frauenbewegung, 1927
- Soziale Diagnose, 1927 (zweite Aufl.)
- Methoden der Fürsorge, 1929
- Sozialtherapie und Psychotherapie in den Methoden der Fürsorge, Berlin 1932 (gemeinsam mit Arthur Kronfeld)
- Social Work and the Jewish Community Idea in Palestine, 1936
- Soziale Pionier-Arbeit in Palästina, 1945[16]
- Sand und Sterne, Roman, Erstveröffentlichung, Deutsch/Hebräisch/Englisch (Hrsg. Yehudit Avnir, Ayana Halpern, Dayana Lau, Stephanie Pigorsch, Burkhard Wilke), Baden-Baden 2024, ISBN 978-3-7489-4081-4